# نان زنجفیلی (رمان اوییمی)
نان زنجبیلی رمانی از هلن اویمی است که در سال ۲۰۱۹ منتشر شده‌است.

## نگارش و ترکیب
اوییمی در پراگ زندگی می‌کند، و از سنت محلی تولید نان زنجبیلی، معروف به perník، الهام بخش نام و محتوای کتاب است.

## نقدها
ایوین آیوی، در نقدی برای نقد کتاب نیویورک تایمز، کتاب را به‌عنوان «هیجان‌انگیز، خنده‌دار، غافلگیرکننده، ناراحت‌کننده، سرگردان و پاداش‌دهنده» تحسین کرد.